# پرچم اتریش
پرچم اتریش دارای سه ردیف افقی متناوب با رنگ‌های: قرمز، سفید و قرمز است. این پرچم دومین پرچم قدیمی بعد از پرچم دانمارک است. پرچم اتریش از سال ۱۲۳۰ میلادی مورد استفاده قرار گرفته است و پرچم دانمارک از سال ۱۲۱۹.
داستان های زیادی درباره پرچم اتریش گفته شده اما معروف ترین آن داستان خون و جنگ است. گفته شده در سال ۱۱۹۱ میلادی (دوک لئوپولد پنجم) به انگلیسی:«Duke Leopold V» در جنگی از درد رنج می برد و طوری آن را زخمی کرده بودند که تمام بدنش خونی بود، وقتی او را از جنگ بیرون آوردند کمربندش را باز کردند، دیدند که فقط قسمت زیری کمربندش سفید و بدون زخم است. این معروفترین داستان پرچم اتریش است.